# Перші весняні дні
«Пе́рші весня́ні дні» — картина  іспанського художника  Сальвадора Далі, написана орієнтовно у 1922-23 роках. Зараз зберігається в колекції Театру-музею Далі.
У 1922 році Сальвадор Далі оселився в студентському гуртожитку в Мадриді, що кардинально вплинуло на його особисту та творчу біографію. Тут він познайомився з Федеріко Гарсіа Лоркою, Луїсом Бюнюелем та Пепіном Бельо. У цей період він створює серію творів, на яких зображені сцени нічного життя Мадриду. У цих картинах відчувається вплив уругвайського художника Рафаеля Баррадаса. Проте картина «Перші весняні дні», у якій відтворено повсякденність Фігерасу, рідного міста автора, наповнена лірикою почуттів та емоцій. Пам'ять художника фокусується на центральному персонажі, яким є він сам, та на різних сценах довкола нього: закохана пара на лавці; жінка, що розвішує білизну; півень, що кукурікає; годинник, який невпинно відмірює час; студенти; жінка, що плете мереживо; діти, що грають у дворі; літак; місяць та птахи.